# 林觉民
林觉民（1887年8月11日—1911年4月27日），字意洞，号抖飞，又号天外生，福建省福州府閩縣人，黄花岗七十二烈士之一，为“黄花福州十杰”之一。

## 生平

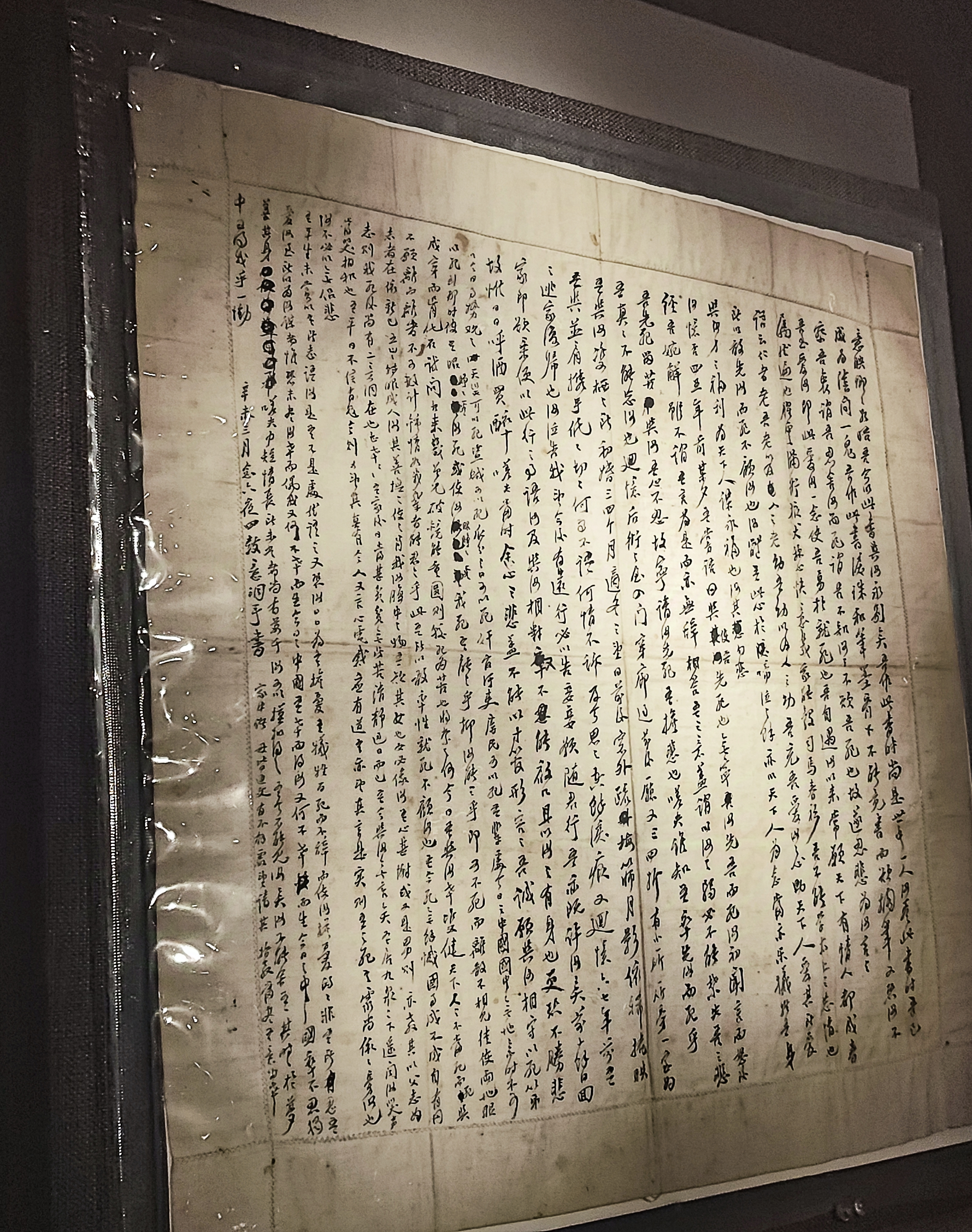
《与妻书》原件（藏于福建博物院）

1902年考入福州全闽大学堂文科；1905年，18歲的林覺民返鄉與陳元凱（字陶庵，光緒己丑科——1889年舉人，獲花翎四品銜，廣東候补知縣，未及出缺即爆发辛亥革命）之女陳意映成婚。兩人育有長子林依新（又名伯新，9歲夭折）、次子林仲新，後由祖父林孝颖撫養。另為安慰年輕喪夫的陳意映，林家安排林覺民胞兄林元麐（1881年-1956年11月，“麐”為“麟”之異體）次女林暖蘇（1908年11月-2001年12月）過繼為女。
1907年毕业，考入日本庆应义塾大学文科攻读哲学；后参加同盟会；1911年得到黄兴、赵声通知，回国参加同盟会黄花岗起义，4月27日与方声洞等领先袭击总督轅門，受伤被捕，从容就义。遗体后被安葬在广州黄花岗，为黄花岗七十二烈士之一。
他在参加起义之前，给妻子陳意映留下一封著名的《與妻訣別書》。台灣國立編譯館、中國大陸、香港，以及馬來西亞華文獨立中學，皆将《与妻书》收录为中学课文，以及李建復的歌曲《意映卿卿》齐豫的歌曲《觉（遥寄林觉民）》。惟林妻因夫就義，早產生下遺腹子，兩年後抑鬱而終。
林覺民次子林仲新由祖父带大。民国政府成立后，生活支出与学费基本由民国政府承担。但也有人称林覺民遺族乏人聞問，發生餓死慘劇。

## 紀念
- 林觉民的故居位于福州南后街杨桥路口，现为福州市辛亥革命纪念馆。[12]
- 著名書法家、政治家林長民是林觉民堂兄，林覺民也是中國著名建築師林徽因的堂叔。弟林君顏是國民黨少將、族弟林尹民亦為黃花崗七十二烈士之一。
- 中華民國國防部在教育上，也會以先烈先賢等革命烈士的名字來命名教育大樓，國防大學 (中華民國)也以林覺民的名字，來命名覺民樓以作紀念。
- 臺灣高雄市三民區有多條以紀念革命烈士為名的道路，其中一條「覺民路」即是為紀念林覺民。（其他另有「堅如路」紀念史堅如、「黃興路」紀念黃興、「皓東路」紀念陸皓東)等。）
- 马来西亚吉打州居林市的国民型华文中学和国民型华文小学便以“觉民”命名，其中包括觉民国民型华文中学、觉民国民型华文小学A校和B校。

## 家庭
- 養父：林孝穎
- 生父：林孝凱（林孝穎之兄，因弟弟未有子女予其收養）
- 妻： 陳意映（1891年－1913年）：又名芳佩，福州女子初级师范学堂畢業
- 子：
  - 長子林依新（又名伯新，9歲夭折）
  - 次子林仲新（1911年5月19日－1983年）：遺腹子，前妻於抗戰期間亡故，再婚劉文業，育有一子二女林天立、林蘭及林婷
- 堂哥：林长民
  - 侄女：林徽因